# Viola argenteria
Viola argenteria är en violväxtart som beskrevs av B. Moraldo och G. Forneris. Viola argenteria ingår i släktet violer, och familjen violväxter. Inga underarter finns listade i Catalogue of Life.